# أكسيد النيوبيوم الرباعي
أكسيد النيوبيوم الرباعي (أو ثنائي أكسيد النيوبيوم) هو مركب كيميائي لاعضوي صيغته NbO2، ويوجد على هيئة مسحوق أسود.

## التحضير
يحضر هذا المركب من اختزال أكسيد النيوبيوم الخماسي إما بالهيدروجين عند درجات حرارة بين 800–1350 °س.
أو باستخدام عنصر النيوبيوم وفق تفاعل تناسب مشترك عند درجة حرارة 1100 °س.
{\displaystyle {\ce {Nb + 2 Nb2O5 -> 5 NbO2}}}

## الخواص
يوجد المركب في الشروط القياسية على هيئة مسحوق بلوري أسود، وله بنية بلورية وفق نظام بلوري رباعي، وتكون المسافات بين ذرات النيوبيوم متقاربة.
لا ينحل في الماء، ويتميز بأنه مختزل جيد، فهو قادر على اختزال ثنائي أكسيد الكربون إلى الكربون وثنائي أكسيد الكبريت إلى كبريت.